# Andreas Gemzaeus
Andreas Gemzaeus, född 1682 i Höör, död 3 Juli 1758 i Önnestad, var en svensk präst och spion.
Andreas Gemzaeus var son till kyrkoherde Olof Gemzaeus och Anna Rask. Han gick på Lunds universitet 18 oktober 1694 när han var 23 år gammal. Han var mest välkänd som Önnestads präst. 30 november 1708 blev Gemzaeus promoverad till medhjälpare och tillträdde även som komminister i Osby. I början på februari 1710 behövde Magnus Stenbock få ett bud till den svenska kommendanten i Malmö. Gemzaeus erbjöd sig och lyckades klädd som bonde att ta sig igenom dem danska linjerna och framlämna sitt budskap. När Gemzaeus skulle ta sig ur Malmö med brev till Stenbock blev han upptäckt av danskarna och därpå gripen. Gemzaeus var i fångenskap i flera veckor. Till slut utväxlades han tack vare ingripande av Stenbock. I september 1710 avled pastorn i Önnestad. Redan efter någon vecka beslöt domkapitlet att föreslå Gemzaeus till tjänsten. Han lämnade Osby allhelgonadagen 1710 för att tillträda i Önnestad. Han blev kvar där till sin död 1753.